# Chiese di Genova

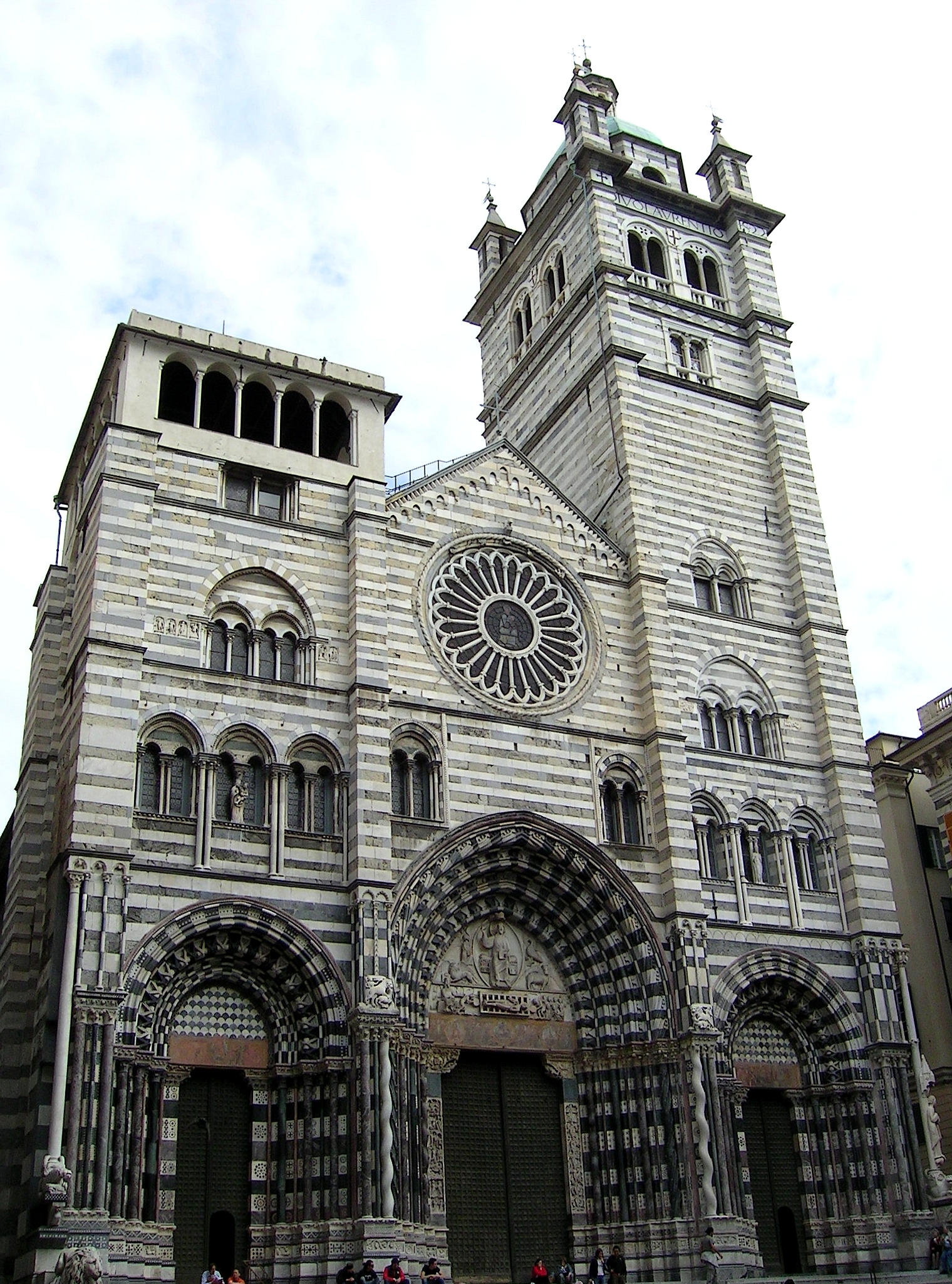
Cattedrale di San Lorenzo

Questa lista è suscettibile di variazioni e potrebbe essere incompleta o non aggiornata.

Lista delle chiese di Genova.

## Cattedrale
- Cattedrale di San Lorenzo (Genova)

## Basiliche

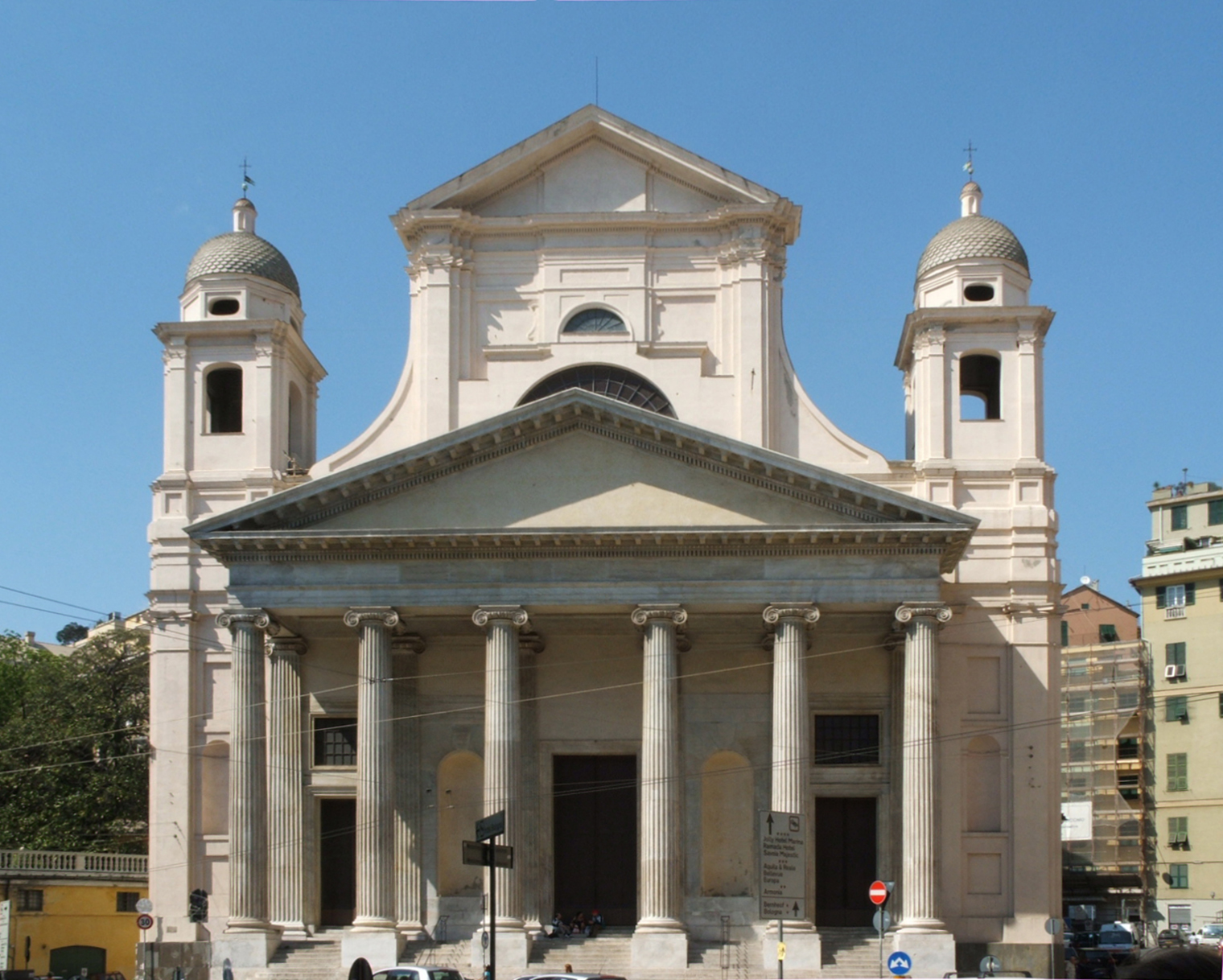
Basilica della Santissima Annunziata del Vastato

Elenco delle basiliche della città di Genova come riportato dall'annuario diocesano.
- Basilica di Nostra Signora Assunta
- Nostra Signora del Monte
- San Francesco da Paola
- Santa Maria Assunta di Carignano
- Santa Maria delle Vigne
- Santa Maria Immacolata
- Santissima Annunziata del Vastato
- San Siro

## Chiese parrocchiali
Questa sezione contiene l'elenco delle chiese cattoliche parrocchiali del comune di Genova, suddivise per quartieri (ex circoscrizioni). Per le chiese che non hanno una propria voce viene indicato nelle note l'eventuale link alla pagina che ne riporta una breve descrizione. L'elenco comprende anche, in quanto sedi parrocchiali, la Cattedrale e le Basiliche già indicate nelle precedenti sezioni.

### Municipio I - Centro Est

#### Pré - Molo – Maddalena
- Cattedrale di San Lorenzo
- Basilica di San Siro

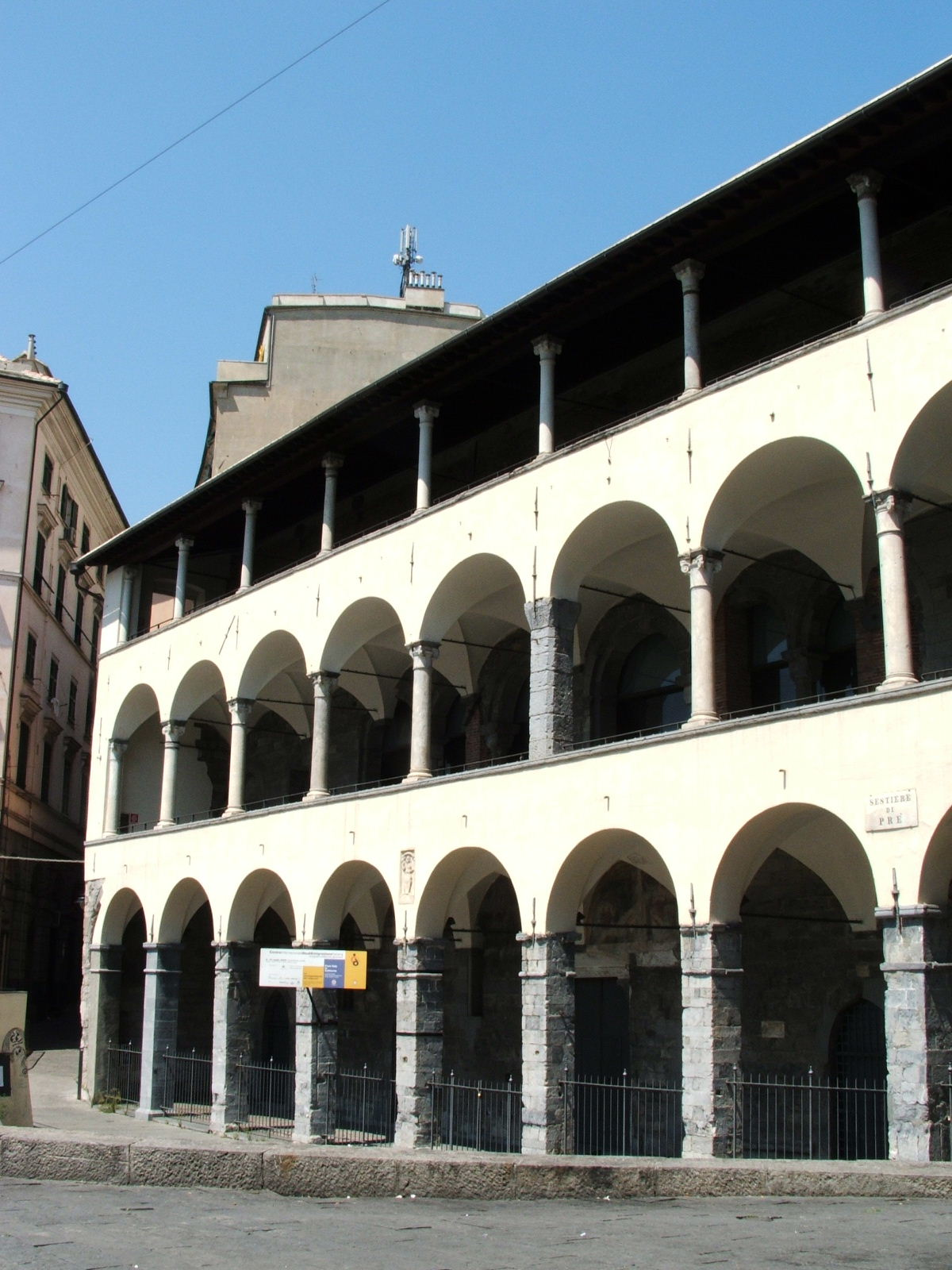
Commenda di San Giovanni di Pré

- Basilica della SS. Annunziata del Vastato
- Basilica di Santa Maria delle Vigne
- Chiesa di San Giovanni Evangelista di Pré
- Chiesa dei Santi Cosma e Damiano
- Chiesa dei Santi Vittore e Carlo
- Chiesa di Nostra Signora del Carmine e Sant'Agnese
- Chiesa di San Donato
- Chiesa di San Luca
- Chiesa di San Marco al Molo
- Chiesa di San Matteo Apostolo ed Evangelista
- Chiesa di San Pancrazio
- Chiesa del SS. Salvatore e S. Croce[3]
- Chiesa di San Sisto papa e Natività di Maria SS.
- Chiesa di Santa Maria Immacolata e San Torpete
- Chiesa di Santa Maria di Castello
- Chiesa di Santa Maria Maddalena e San Gerolamo Emiliani

#### Portoria (Carignano, San Vincenzo)
- Basilica di Santa Maria Assunta di Carignano
- Chiesa dei Santi Pietro e Paolo
- Chiesa del Sacro Cuore e San Giacomo di Carignano
- Chiesa di Nostra Signora della Consolazione e San Vincenzo Martire
- Chiesa di Santo Stefano

#### Castelletto
- Basilica di Santa Maria Immacolata
- Chiesa di Nostra Signora delle Grazie e San Gerolamo
- Chiesa di Nostra Signora di Lourdes e San Bernardo
- Chiesa di San Nicola da Tolentino
- Chiesa di San Paolo
- Chiesa di Santa Maria Immacolata (Albergo dei Poveri)[4]

#### Oregina - Lagaccio
- Santuario della Nostra Signora di Loreto
- Chiesa di Nostra Signora della Provvidenza[5]
- Chiesa di San Giuseppe al Lagaccio
- Chiesa di San Tommaso Apostolo e San Leone[6]
- Chiesa di Santa Caterina da Genova

### Municipio II - Centro Ovest

#### San Teodoro
- Chiesa della Santissima Trinità e San Benedetto al Porto
- Chiesa di San Marcellino
- Chiesa di San Rocco sopra Principe
- Chiesa di San Teodoro
- Chiesa di Santa Maria della Vittoria[7]
- Chiesa di Santa Maria di Granarolo[8]

#### Sampierdarena
- Chiesa di Santa Maria della Cella e San Martino
- Chiesa di San Bartolomeo del Fossato[9]
- Chiesa di San Giovanni Bosco e San Gaetano
- Chiesa del Sacro Cuore di Gesù al Campasso[10]
- Chiesa di Cristo Re[10]
- Chiesa di Nostra Signora del SS. Sacramento[11]
- Chiesa di Santa Maria delle Grazie[12]
- Chiesa della Natività di Maria SS. (conosciuta anche come "Santuario di Nostra Signora di Belvedere")
- Chiesa di San Bartolomeo Apostolo di Promontorio

### Municipio III - Bassa Val Bisagno

#### San Fruttuoso
- Chiesa di San Fruttuoso
- Chiesa di San Giuseppe Benedetto Cottolengo
- Chiesa di Santa Sabina
- Chiesa del Santissimo Redentore[13]
- Chiesa di Maria Santissima della Misericordia e Santa Fede
- Chiesa di Nostra Signora degli Angeli[13]
- Chiesa dei Diecimila Martiri Crocifissi (Borgo Incrociati)

#### Marassi - Quezzi
- Chiesa di Santa Margherita Vergine e Martire di Marassi
- Chiesa della Regina Pacis[14]
- Chiesa di Nostra Signora della Guardia di Quezzi[14]
- Chiesa della Natività di Maria Santissima di Quezzi
- Chiesa della Mater Ecclesiæ (Biscione)[14]

### Municipio IV - Media Val Bisagno

#### Staglieno
- Chiesa di San Bartolomeo Apostolo di Staglieno
- Chiesa del Santissimo Sacramento e Sant'Antonino[15]
- Chiesa della Sacra Famiglia[16]

#### Molassana
- Chiesa di Santa Maria Assunta di Molassana
- Chiesa di San Rocco di Molassana[17]
- Chiesa di San Giacomo Maggiore di Molassana[18]
- Chiesa di San Gottardo[19]
- Chiesa di San Michele Arcangelo di Montesignano[20]
- Chiesa di Sant'Eusebio[21]
- Chiesa di San Pietro Apostolo di Pino

#### Struppa
- Chiesa di San Siro di Struppa
- Chiesa dei Santi Cosma e Damiano di Struppa[22]
- Chiesa di San Martino di Struppa[22]
- Chiesa di Nostra Signora della Misericordia e San Giovanni Battista[22]
- Chiesa di Nostra Signora di Lourdes e San Giuseppe di Prato[22]
- Chiesa di San Giovanni Battista in Aggio
- Chiesa di San Pietro Apostolo di Fontanegli[22]

### Municipio V - Val Polcevera

#### Rivarolo
- Chiesa di Santa Maria Assunta
- Chiesa di San Bartolomeo della Certosa
- Chiesa del SS. Nome di Gesù del Borghetto[23]
- Chiesa di Nostra Signora dell'Aiuto di Trasta
- Chiesa di San Giovanni Battista della Costa di Rivarolo[24]
- Chiesa di Santa Caterina in Begato
- Chiesa di Santa Croce e Maria Ausiliatrice[25]
- Chiesa di Santa Maria del Garbo in Polcevera
- Chiesa di Sant'Ambrogio di Fegino
- Chiesa di Sant'Anna di Teglia

#### Bolzaneto
- Chiesa di Nostra Signora della Neve
- Chiesa di San Francesco alla Chiappetta
- Chiesa di San Martino di Murta
- Chiesa di San Pietro Apostolo di Cremeno
- Chiesa di Sant'Andrea Apostolo di Morego
- Chiesa di Santo Stefano in Geminiano

#### Pontedecimo - San Quirico
- Chiesa di San Giacomo Maggiore
- Chiesa di San Giovanni Bosco della Rimessa
- Chiesa di Sant'Antonino Martire in Cesino
- Chiesa di Santa Maria Assunta al Serro
- Chiesa dei Santi Quirico e Giulitta
- Chiesa di San Biagio

### Municipio VI - Medio Ponente

#### Cornigliano
- Chiesa di San Giacomo Apostolo
- Chiesa dei Santi Andrea e Ambrogio
- Chiesa di Santa Maria e San Michele Arcangelo
- Chiesa di Nostra Signora di Lourdes in Campi[26]

#### Sestri Ponente
- Basilica di Nostra Signora Assunta
- Chiesa della Natività di N.S. Gesù Cristo
- Chiesa della Sacra Famiglia e San Giorgio
- Chiesa della Santissima Annunziata della Costa
- Chiesa dello Spirito Santo
- Chiesa di Natività di Maria SS. e San Nicola da Tolentino[27]
- Chiesa di Nostra Signora della Misericordia e San Lorenzo[27]
- Chiesa di San Francesco d’Assisi[27]
- Chiesa di San Giovanni Battista
- Chiesa di San Pietro ai Prati
- Chiesa di Santo Stefano di Borzoli[28]

### Municipio VII - Ponente

#### Pegli
- Chiesa di Santa Maria Immacolata e San Marziano[29]
- Chiesa dei Santi Martino e Benedetto[30]
- Chiesa di Nostra Signora Assunta e San Nicola da Tolentino in Tre Ponti[31]
- Chiesa di San Carlo di Cese[32]
- Chiesa di San Francesco d'Assisi[33]
- Chiesa di Santa Maria e Santi Nazario e Celso in Multedo[34]
- Chiesa di Sant'Antonio Abate[35]

#### Pra'
- Chiesa di Maria Madre del Buon Consiglio
- Chiesa di Nostra Signora del Soccorso e San Rocco
- Chiesa di Santa Maria Assunta

#### Voltri
- Chiesa dei Santi Nicolò ed Erasmo
- Chiesa di Sant'Ambrogio
- Chiesa di Nostra Signora degli Angeli
- Chiesa di Nostra Signora della Misericordia e San Bernardo
- Chiesa di San Bartolomeo delle Fabbriche
- Chiesa di San Lorenzo in Chiale
- Chiesa di San Michele di Fiorino
- Chiesa di Sant'Eugenio in Crevari

### Municipio VIII - Medio Levante

#### Foce
- Chiesa dei Santi Pietro e Bernardo alla Foce
- Chiesa di Nostra Signora Assunta e Santa Zita
- Chiesa di Nostra Signora del Rimedio
- Chiesa di Santa Maria dei Servi

#### San Martino d’Albaro
- Chiesa di San Martino d'Albaro
- Chiesa della Santissima Annunziata del Chiappeto
- Chiesa di Gesù Adolescente

#### San Francesco d'Albaro
- Chiesa dei Santi Nazario e Celso e San Francesco d’Albaro
- Chiesa dei Santi Pietro Apostolo e Santa Teresa del Bambin Gesù
- Chiesa di Nostra Signora del Rosario
- Chiesa di San Pio X
- Chiesa di Sant'Antonio in Boccadasse

### Municipio IX - Levante

#### Quarto - Sturla
- Chiesa dei Santi Angeli Custodi[36]
- Chiesa di San Gerolamo (all'interno dell'Ospedale pediatrico "G. Gaslini")
- Abbazia di San Gerolamo
- Chiesa di San Giovanni Battista[36]
- Chiesa di San Giuseppe di Priaruggia[36]
- Chiesa di Santa Maria della Castagna[36]
- Chiesa della Santissima Annunziata di Sturla
- Chiesa del Tabernacolo (Sturla)

#### Valle Sturla (Apparizione, Bavari, Borgoratti, San Desiderio)
- Chiesa della Risurrezione di Nostro Signore Gesù Cristo
- Chiesa di San Desiderio
- Chiesa di San Giorgio di Bavari
- Chiesa di San Lorenzo di Premanico
- Chiesa di San Rocco di Vernazza
- Chiesa di Santa Maria delle Nasche
- Chiesa di Santa Maria in Apparizione

#### Nervi
- Chiesa di San Siro
- Chiesa di Santa Maria Assunta
- Chiesa di Nostra Signora della Mercede e Sant'Erasmo (Capolungo)
- Chiesa di San Giuseppe e Padre Santo
- Chiesa di San Pietro di Quinto
- Chiesa di Sant'Ilario

## Altre chiese cattoliche
In questa sezione sono elencate le chiese genovesi aperte al culto (anche se non sempre regolarmente officiate) ma che non sono sede parrocchiale, suddivise per quartiere (ex circoscrizioni) Per le chiese che non hanno una propria voce viene indicato nelle note l'eventuale link alla pagina che ne riporta una breve descrizione.

### Municipio I - Centro Est

#### Prè – Molo – Maddalena
- Chiesa di San Filippo Neri
- Chiesa di San Giorgio, in uso alla comunità russo-ortodossa
- Chiesa di San Marcellino
- Chiesa di San Nicolosio[37]
- Chiesa di San Pietro in Banchi
- Chiesa di Santa Maria della Visitazione
- Chiesa del SS. Nome di Maria e degli Angeli custodi, detta delle Scuole Pie

#### Portoria (Carignano, San Vincenzo)
- Chiesa del Gesù e dei Santi Ambrogio e Andrea
- Chiesa della Santissima Annunziata di Portoria, conosciuta come "chiesa di S. Caterina"
- Chiesa di Santa Croce e San Camillo de Lellis
- Chiesa di Santa Marta
- Chiesa di Nostra Signora della Misericordia, via S. Bartolomeo degli Armeni, San Vincenzo, conosciuta come "chiesa dell'Istituto dei sordomuti"[38]

#### Castelletto
- Chiesa di Santa Maria della Sanità
- Chiesa della Santissima Concezione, detta "chiesa dei Cappuccini" o "del Padre Santo"
- Chiesa di San Barnaba
- Chiesa di San Bartolomeo degli Armeni
- Chiesa di Sant'Anna

### Municipio II - Centro Ovest

#### San Teodoro
- Chiesa di Nostra Signora degli Angeli[39]
- Chiesa della Conversione di San Paolo, detta "chiesa di S. Vincenzo de' Paoli"[40]

#### Sampierdarena
- Chiesa di San Pietro in Vincoli[41]
- Chiesa di Nostra Signora della Sapienza[41]

### Municipio III – Bassa Val Bisagno

#### San Fruttuoso
- Chiesa di Sant'Agata[42]
- Chiesa di San Giovanni Battista del Paverano[43][44]

### Municipio IV - Media Val Bisagno

#### Staglieno
- Chiesa di Sant'Antonino di Casamavari[45]
- Pantheon del cimitero di Staglieno

#### Molassana
- Vecchia chiesa di San Gottardo[19]
- Vecchia chiesa di San Michele Arcangelo di Montesignano[20]

#### Struppa
- Vecchia chiesa dei Santi Cosma e Damiano[46]

### Municipio V - Val Polcevera

#### Rivarolo
- Chiesa di Nostra Signora della Misericordia (ospedale Celesia)[47]
- Chiesa di Santo Stefano delle Fosse, via Carnia

#### Bolzaneto
- Chiesa di Nostra Signora del Buon Consiglio[48], nella località Brasile, antica parrocchiale dedicata a San Felice papa

#### Pontedecimo
- Chiesa di Sant'Antonio di Padova (convento dei cappuccini)[49]

### Municipio VI - Medio Ponente

#### Cornigliano
- Chiesa delle Stimmate di San Francesco (convento dei cappuccini di Campi)[50]
- Cappella della Marina, nota anche come Cappella di Santa Rita o Cappella di San Gaetano, risalente al 1400.[51][52]

#### Sestri Ponente
- Chiesa di San Giacomo[53][54]
- Chiesa di San Martino (convento cappuccini)[53][55]

### Municipio VII - Ponente

#### Pegli
- Chiesa di Nostra Signora delle Grazie (chiesa gentilizia Doria)[56]
- Chiesa di Santa Maria Assunta e San Nicola da Tolentino, detta "il Chiesino", nella omonima località della val Varenna[57]

#### Voltri
- Chiesa di San Bernardo di Carnoli[58][59]
- Chiesa di San Pietro in Vesima[60]
- Chiesa di Sant'Antonio Abate, via Campenave, Crevari[61][62]
- Chiesa di Santa Limbania[63][64]
- Chiesa di Santa Teresa[65][66]
- Santuario di Santa Teresa di Gesù Bambino, nella frazione Sambugo[67]

### Municipio VIII - Medio Levante

#### San Martino
- Chiesa di San Francesco all'Ospedale San Martino
- Chiesa di Santa Chiara (monastero di Santa Chiara)

#### Albaro
- Chiesa del Santissimo Sacramento
- Chiesa di Santa Maria del Prato

### Municipio IX - Levante

#### Quarto - Sturla
- Chiesa di San Giovanni Battista, presso il monastero delle suore Romite Battistine, Sturla. Nella chiesa si trova la tomba della fondatrice dell'ordine, Giovanna Battista Solimani
- Chiesa di Santa Chiara e San Sebastiano, annessa al convento delle monache agostiniane[68]
- Chiesa di Santa Maria degli Angeli, a Quarto (convento cappuccini)[69]

#### Valle Sturla (Apparizione, Bavari, Borgoratti, San Desiderio)
- Chiesa di San Giacomo (San Desiderio)[70]

#### Nervi
- Chiesa del Collegio Emiliani dei Padri Somaschi
- Chiesa di San Nicolò (Sant'Ilario)
- Chiesa di San Rocco (Sant'Ilario)

## Santuari
- Santuario della Madonna delle Grazie, nel quartiere di Voltri
- Santuario della Madonnetta, nel quartiere di Castelletto
- Santuario di Nostra Signora del Gazzo, nel quartiere di Sestri Ponente
- Santuario di Nostra Signora dell'Acquasanta, nel quartiere di Voltri
- Santuario di Nostra Signora delle Grazie al Molo, nel quartiere del Molo
- Santuario di San Francesco da Paola, nel quartiere di San Teodoro
- Santuario di Nostra Signora della Guardia a Bavari[71]
- Santuario eremo di Sant'Alberto a Sestri Ponente[72]

## Abbazie, conventi e monasteri
- Abbazia di San Giuliano[73]
- Abbazia di San Nicolò del Boschetto
- Monastero di Santa Chiara (Genova)
- Convento dei Cappuccini a Pontedecimo[49]
- Convento di San Francesco

## Oratori
Numerosi sono ancora gli oratori presenti a Genova, nonostante molti di essi siano scomparsi a causa di eventi bellici o delle leggi di soppressione emanate nel XIX secolo. Sedi delle confraternite nate nel Medioevo come associazioni di penitenti (i disciplinanti), la maggior parte degli oratori genovesi risale però al Seicento. Queste associazioni, aggregate fra loro nelle casacce, con il tempo perseguirono scopi caritativi e fondarono gli oratori come luoghi di raduno e di preghiera. I confratelli, smessi i poveri panni dei penitenti medioevali indossarono sontuosi abiti cerimoniali da esibire nelle processioni e nello stesso tempo acquistarono peso politico nel tessuto sociale della città, mantenendosi nello stesso tempo indipendenti dalle autorità religiose.
Gli oratori ancora esistenti sono in gran parte sede delle rispettive confraternite. Nella maggior parte sono edifici adiacenti alle chiese parrocchiali di riferimento, se non incorporati nella stessa struttura della chiesa, ma sempre con ingresso indipendente, generalmente con un aspetto esterno dimesso ma ricchi all'interno di preziosi arredi intagliati, marmi e opere d'arte.

### Centro
- Oratorio dei Santi Pietro e Paolo, piazza San Bernardo, Genova, quartiere del Molo[76]
- Oratorio della Morte ed Orazione, Piazza S. Sabina, quartiere di Prè[76]
- Oratorio delle Anime e della Cintura, via San Vincenzo[77]
- Oratorio di Nostra Signora del Rosario, salita San Francesco da Paola, San Teodoro[76]
- Oratorio di Nostra Signora del Rosario, salita alla Torre degli Embriaci, quartiere del Molo, nei pressi della chiesa di Santa Maria di Castello[76]
- Oratorio di San Filippo, presso la chiesa omonima, via Lomellini[76]
- Oratorio di San Giacomo della Marina, Genova, quartiere del Molo
- Oratorio di San Tommaso, via delle Fontane, quartiere di Prè[76][78]
- Oratorio di Sant'Antonio Abate, Genova, quartiere del Molo, sede della parrocchia del SS. Salvatore e S. Croce[79][80]

### Levante
- Oratorio di Nostra Signora del Rosario, presso la chiesa di San Siro di Nervi[81]
- Oratorio di San Bartolomeo, via del Chiapparo, Quarto
- Oratorio di San Bernardo, via Bolano, Bavari
- Oratorio dei Santi Nazario e Celso, Sturla
- Oratorio di San Giacinto, Apparizione[82]
- Oratorio di San Giacomo, San Desiderio
- Oratorio di San Nicolò, S. Ilario[83]
- Oratorio di San Rocco, presso la chiesa di Santa Maria della Castagna di Quarto[84]
- Oratorio di Sant'Erasmo, Quinto

### Ponente
- Oratorio dei Santi Nazario e Celso, Multedo (Pegli)
- Oratorio del Santo Cristo, via D. Oliva, Sestri Ponente[85]
- Oratorio di Morte e Orazione, piazza R. Pilo, Sestri Ponente[86]
- Oratorio di Morte e Orazione, via E. Guala, Voltri
- Oratorio di Nostra Signora Assunta, Coronata (Cornigliano)
- Oratorio di Nostra Signora Assunta, Palmaro[87]
- Oratorio di San Carlo e Nostra Signora del Rosario, presso la chiesa di San Carlo di Cese (Pegli)
- Oratorio di San Gaetano, piazza C. Monteverdi, Cornigliano
- Oratorio di San Giuseppe e della Dottrina Cristiana, piazza Tazzoli, Sestri P.[86][88]
- Oratorio di San Martino, Pegli
- Oratorio di Sant'Ambrogio, via Poerio, Voltri. È l'unico oratorio di una confraternita costruito a Genova nel Novecento, dopo la distruzione di quello storico per un bombardamento nella seconda guerra mondiale[89]
- Oratorio di Sant'Erasmo, piazza Saredo, Voltri
- Oratorio di Sant'Eugenio, Crevari (Voltri)[90]
- Oratorio di Santo Stefano, presso la chiesa di Santo Stefano di Borzoli[91]

### Val Bisagno
- Oratorio dei Santi Alberto e Antonio Abate, presso la chiesa di San Siro di Struppa[92]
- Oratorio del Rosario e San Giovanni Battista, presso la chiesa di Sant'Antonino di Casamavari, Staglieno
- Oratorio del SS. Sacramento, presso la chiesa di San Giovanni Battista in Aggio (Struppa)
- Oratorio della SS. Concezione al Monte, presso il santuario della Madonna del Monte (San Fruttuoso)[93]
- Oratorio di Nostra Signora Addolorata, presso la chiesa di San Martino di Struppa
- Oratorio di San Bartolomeo, presso la chiesa di San Bartolomeo di Staglieno[94]
- Oratorio di San Giacinto, Fontanegli (Struppa), conserva un dipinto di Luca Cambiaso raffigurante l'Ultima Cena[95]
- Oratorio di San Giovanni Battista, presso la chiesa di Santa Maria Assunta di Molassana
- Oratorio di San Lorenzo e del SS. Sacramento, via del Camoscio, Marassi[96]
- Oratorio di Santa Maria Maddalena, presso la chiesa della Natività di Maria Santissima di Quezzi
- Oratorio di Santa Maria Maddalena, presso la vecchia chiesa di San Cosimo di Struppa[97]

### Val Polcevera
- Oratorio della Morte ed Orazione, Pontedecimo
- Oratorio della Santissima Trinità, presso la chiesa di Sant'Ambrogio di Fegino (Rivarolo)
- Oratorio di Morte e Orazione "Regnum Dei", Via Carnia, Rivarolo[98]
- Oratorio di Nostra Signora del Carmine, presso la chiesa di Sant'Antonino Martire in Cesino (Pontedecimo)
- Oratorio di Nostra Signora del Rosario, presso la chiesa di Santa Caterina in Begato (Rivarolo)
- Oratorio di Nostra Signora del Rosario, presso la chiesa di San Biagio (San Quirico)[99]
- Oratorio di Nostra Signora del Rosario, presso la chiesa di San Bartolomeo di Promontorio, Sampierdarena

## Altri luoghi di culto cattolici
Esistono inoltre numerosi luoghi di culto minori, costruiti nel corso dei secoli dagli abitanti in borghi di campagna, oppure per volere di ricchi privati come cappelle gentilizie e sepolcrali, più recentemente come succursali di chiese parrocchiali in zone di nuova urbanizzazione, oppure annessi a ospedali e istituti religiosi. Nella maggior parte dei casi si tratta di piccoli edifici dalla struttura edilizia semplice e priva di decorazioni, internamente ad aula unica e con arredi essenziali. Tranne quelli istituzionali sono officiati solo in particolari occasioni.

### Centro
- Cappella di Sant'Andrea (ospedale Galliera)[100]

### Levante
- Cappella di Nostra Signora di Fatima, via Monte Fasce, Apparizione
- Cappella di Sant'Alberto, località Pomata, San Desiderio
- Cappella di Santa Maria Maddalena, Apparizione[101]
- Cappella di Santa Maria Maddalena, Sant'Ilario
- Cappella eremo di Santa Chiara, via Lanfranco Alberico, Apparizione

### Ponente
- Cappella dei santi Giacomo e Filippo della Serra di Panigaro (Sestri P.)[102]
- Cappella di San Giovanni Battista al Voltino, Fiorino (Voltri)[103]
- Cappella di San Rocco, via Superiore Gazzo, Sestri P.[104][105]
- Cappella di San Rocco del Priano, Sestri P.[106]
- Cappella di San Rocco, Fiorino (Voltri)[107]
- Cappella di Sant'Antonio Abate, Crevari (Voltri)[108]
- Cappella Mater Dei, via Branega, Pra'. Costruita negli anni novanta del Novecento, è succursale della parrocchia di S. Maria Assunta di Palmaro[109]

### Val Bisagno
- Cappella del Santo Rosario, via Robino, Marassi. Succursale della parrocchiale della Mater Ecclesiæ, è ospitata nei fondi di un condominio
- Cappella di San Sebastiano, via Lodi, Staglieno. Succursale della chiesa di San Bartolomeo di Staglieno, occupa i fondi di un moderno condominio[110]
- Cappella di Nostra Signora del Carmine, Creto (Struppa)[111]
- Cappella di San Bernardo, località Geirato, Molassana[112]
- Cappella di San Giovanni Battista, località Serino, Sant'Eusebio[113]
- Cappella di San Giuseppe, via Montello, Staglieno[114]
- Cappella di San Giuseppe, in località Pedegoli (Quezzi)
- Cappella dei Santi Rocco e Nicola da Tolentino, località Carpi, Molassana[115]

### Val Polcevera
- Cappella di Nostra Signora del Rosario, conosciuta come "cappella del Prato", San Biagio (San Quirico)[116]
- Cappella di Nostra Signora delle Vigne, Cesino (Pontedecimo)

## Chiese di altre confessioni cristiane

### Chiese ortodosse
- Chiesa di San Demetrio, della chiesa ortodossa rumena, situata a Sestri Ponente in piazza Giovanni Antonio Aprosio. È la ex cappella cattolica di Santa Caterina Vergine e Martire, dal 2007 concessa dalla parrocchia dell'Assunta di Sestri Ponente in comodato d'uso alla comunità ortodossa rumena[117][118][119].
- Chiesa di San Nicola e dell'Annunciazione, della comunità greco-ortodossa. Ha sede dal 1924 in un appartamento in via Casaregis, nel quartiere della Foce. La comunità ellenica officia anche una chiesetta in stile bizantino dedicata a "Tutti i Santi" nel campo ortodosso del cimitero di Staglieno[120].
- Chiesa della Trasfigurazione del Signore, della comunità della chiesa ortodossa russa[121], con sede in salita della Seta, a seguito di un accordo con l'arcidiocesi cattolica di Genova dal 2012 celebra le sue funzioni nella chiesa di San Giorgio[122].

### Chiese protestanti
- Chiesa anglicana dello Spirito Santo - British Episcopal Church of the Holy Ghost, situata nel quartiere di Castelletto in piazza Marsala[123][124]. La chiesa, costruita su disegno dell'architetto inglese George Edmund Street, fu consacrata il 4 giugno 1872 dal vescovo anglicano di Gibilterra, Charles Harris. Subì gravi danni durante la seconda guerra mondiale e venne restaurata nel 1949. È l'unica chiesa anglicana ancora attiva in Liguria[125][126].
- Chiesa evangelica luterana a Nervi in via Capolungo[127].
- Chiesa evangelica valdese a Castelletto in via Assarotti, costruita nel 1858 e rifatta nel 1960 da Giovanni Klaus Koenig dopo i gravi danni della seconda guerra mondiale. La comunità valdese è presente a Genova dalla seconda metà dell'Ottocento e conta circa 500 fedeli[128][129]. Un altro luogo di culto valdese si trova in via Urbano Rela, a Sampierdarena.
- Chiesa della comunità degli avventisti del settimo giorno, che conta circa 200 membri. È un edificio in stile contemporaneo, costruito nel 2006 in viale Virginia Centurione Bracelli, sulle alture del quartiere di Marassi[130].

Oltre agli edifici citati, vere e proprie chiese, alcune delle quali rilevanti sotto l'aspetto storico e artistico, esistono in città altri luoghi di culto di movimenti protestanti, soprattutto evangelici, ospitati in appartamenti o locali commerciali in varie zone della città:
- Chiesa apostolica in Italia a San Fruttuoso in via Marina di Robilant;
- Chiesa cristiana evangelica dei fratelli ad Albaro in via Saluzzo;
- Chiesa cristiana evangelica assemblea di Dio a Sampierdarena in via Gian Domenico Cassini;
- Chiesa cristiana evangelica Azione Biblica ad Albaro in salita Vignola[132];
- Chiesa evangelica metodista a Sestri Ponente in via Fabio da Persico[118];
- Chiesa evangelica riformata svizzera a San Vincenzo in via Peschiera;
- Chiesa evangelica battista a Sturla in via Vernazza;
- Chiesa pentecostale a Sestri Ponente in via San Tommaso d'Aquino[118].

### Chiese mormoni
- I mormoni della chiesa di Gesù Cristo dei santi degli ultimi giorni hanno un proprio tempio a Sestri Ponente costruito nel 2006 in via Federico Confalonieri, nell'area dell'ex cinema Italia[117][118].

## Chiese sconsacrate
Questa sezione contiene un elenco (non esaustivo) di chiese storiche genovesi non più utilizzate come luoghi di culto, perché in rovina, in abbandono, o perché destinate a usi diversi, non di carattere religioso.
- Abbazia di Cassinelle, sulle alture di Sestri Ponente, in rovina
- Abbazia di San Bernardo dell'Olivella, salita San Bernardino, nel quartiere di Prè, rimaneggiata internamente e trasformata in un locale per iniziative sociali e culturali
- Chiesa dei Santi Gerolamo e Francesco Saverio, nel quartiere di Prè
- Chiesa della Madre di Dio[133], nel quartiere di Carignano, sede della Biblioteca Franzoniana
- Chiesa di San Bartolomeo dell'Olivella[134], nel quartiere di Prè, in abbandono
- Chiesa di San Francesco di Castelletto, nel quartiere della Maddalena, demolita, ne rimangono pochi resti
- Chiesa di San Vincenzo, nel quartiere di San Vincenzo, sede del "Circolo Ufficiali dell'Esercito"
- Chiesa di Santa Fede, nel quartiere di Prè, sede di uffici comunali
- Chiesa di Santa Maria delle Grazie la Nuova, nel quartiere del Molo, sede del centro studi musicali Casa Paganini
- Chiesa di Santa Maria in Passione, nel quartiere del Molo, in rovina a causa di eventi bellici.
- Chiesa di Santa Maria in Via Lata, nel quartiere di Carignano, ospita un laboratorio di restauro
- Chiesa di Santa Sabina[135], nel quartiere di Prè, molto rimaneggiata, ospita una filiale di una banca
- Chiesa di Sant'Agostino, nel quartiere del Molo, utilizzata per rappresentazioni teatrali
- Chiesa di Santo Spirito, nel quartiere di San Vincenzo, ospita una struttura commerciale
- Ex chiesa parrocchiale della Regina Pacis, corso De Stefanis, Marassi[136] Situata a poca distanza dalla nuova chiesa della Regina Pacis, inaugurata nel 1981, versa in stato di abbandono
- Chiesa di San Pantaleo, nel quartiere di Marassi, nell'antico borgo di San Pantaleo.[137]